# 다랄 윌리스
다랄 윌리스(Darral Willis, 본명: 윌리스 주니어, Willis Jr., 1996년 1월 21일 ~ )는 미국의 B리그 레방가 홋카이도 소속 농구 선수이다. 위스콘신주 매디슨 (위스콘신주)에서 태어나고 자란 윌리스는 매디슨 메모리얼 고등학교에서 고등학교 농구를 했다. 펄 리버(Pearl River)에서 2년, 위치타 스테이트에서 2년을 보낸 후 윌리스는 2018년 NBA 드래프트에 참가했지만 드래프트의 두 라운드에서 선정되지 못했다.

## 고등학교 경력
윌리스는 위스콘신주 매디슨에 있는 매디슨 기념관에서 고등학교 농구를 했다.

## 대학 경력
윌리스는 펄 리버 커뮤니티 칼리지(Pearl River Community College)에서 대학 생활을 시작했다. 고등학교 졸업 후 2015-16 시즌에 JUCO 순위를 장악한 후 윌리스는 위치타 스테이트, 애리조나 스테이트, LSU, 오클라호마 스테이트 및 마켓 등이 포함된 프로그램에서 제안을 받았다. 2018년까지 위치타 스테이트에 합류하기 위해 대학을 떠났다.